# Andrenosoma cyrtophora
Andrenosoma cyrtophora är en tvåvingeart som först beskrevs av Hermann 1912.  Andrenosoma cyrtophora ingår i släktet Andrenosoma och familjen rovflugor. Inga underarter finns listade i Catalogue of Life.